# Bisdom Bergamo
Het bisdom Bergamo (Latijn: Dioecesis Bergomensis; Italiaans: Diocesi di Bergamo) is een in Italië gelegen rooms-katholiek bisdom met zetel in de stad Bergamo in de gelijknamige provincie. Het bisdom behoort tot de kerkprovincie Milaan, en is, samen met de bisdommen Brescia, Como, Crema, Cremona, Lodi, Mantua, Pavia en Vigevano, suffragaan aan het aartsbisdom Milaan.

## Geschiedenis
Het bisdom werd opgericht in de 4e eeuw. Beschermheilige van het bisdom is de rond 305 gestorven martelaar Alexander van Bergamo.

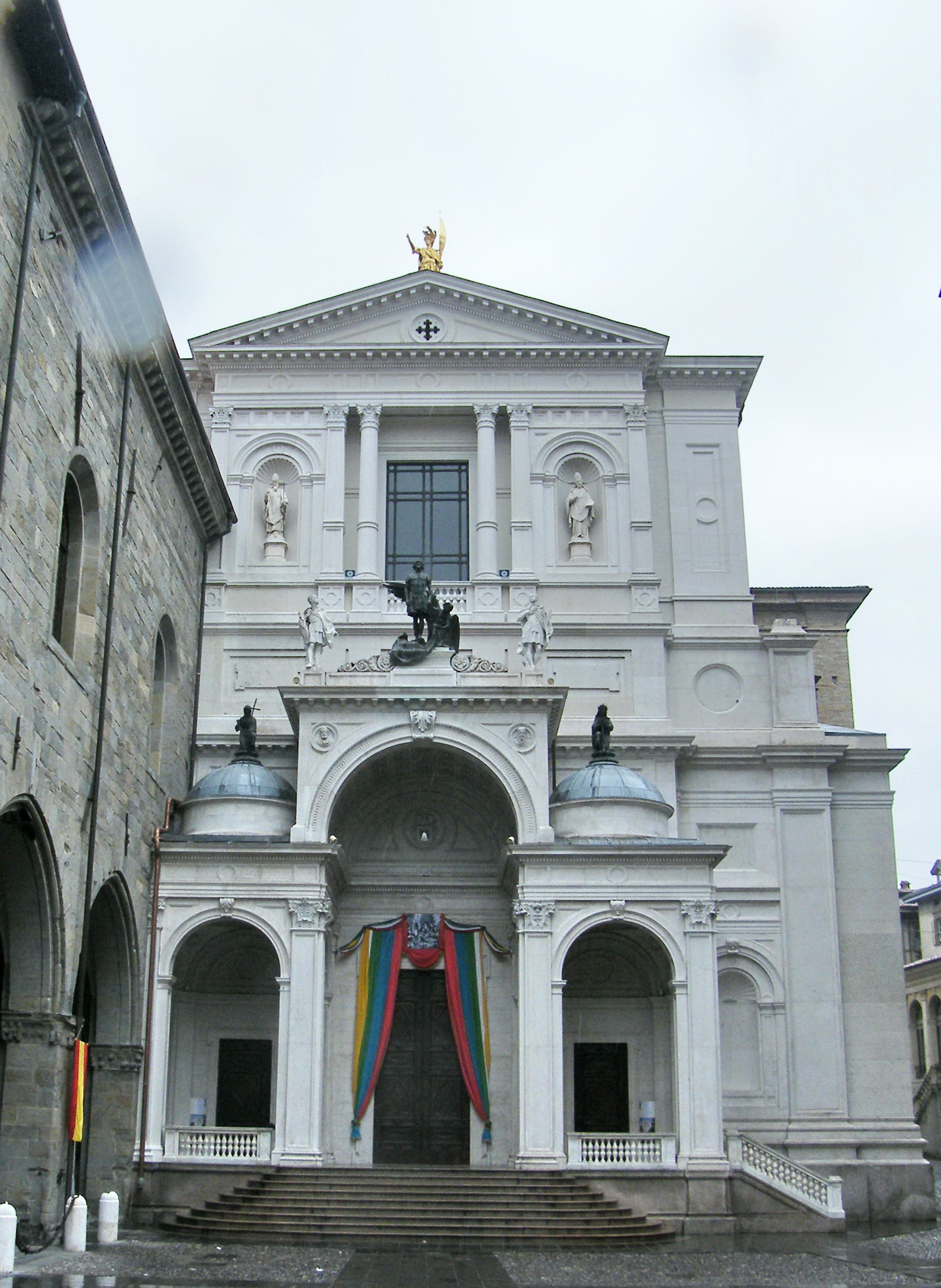
Kathedraal van Bergamo
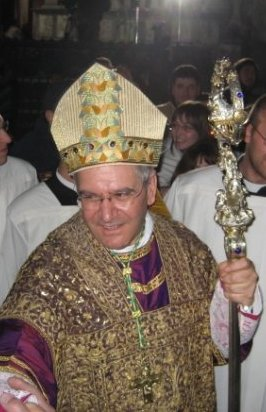
Bisschop Francesco Beschi